# 托尔诺斯
托尔诺斯，是西班牙阿拉贡自治区特鲁埃尔省的一个市镇。总面积49平方公里，总人口245人（2001年），人口密度5人/平方公里。